# 古橋源六郎 (9代)
古橋源六郎（ふるはし げんろくろう、1932年4月10日 - ）は日本の大蔵・総務官僚。総務事務次官、 石油公団副総裁、国家公務員共済組合連合会理事長、ソルト・サイエンス研究財団理事長などを務めた。東京都新宿区市谷田町3丁目在住。

## 来歴
愛知県出身。東京大学法学部卒業。1955年4月 大蔵省入省（大臣官房秘書課）。主計局主査（農林係）、主計局主計官（農林水産担当）などを務める。1978年8月1日 関税局企画課長。1979年7月10日 関税局総務課長兼関税局企画課長。同年8月7日 関税局総務課長。1980年6月17日 関東信越国税局長。1981年5月20日 行政管理庁長官官房審議官（行政管理局担当）。1982年4月6日 行政管理庁長官官房審議官（長官官房担当）。1983年12月2日 行政管理庁長官官房総務審議官。1984年7月1日 総務庁行政管理局長。1986年7月11日 総務庁長官官房長。1988年5月2日 総務事務次官。1989年7月3日 退官。同年7月 石油公団副総裁。1992年7月 国家公務員共済組合連合会理事長。同年12月 ソルト・サイエンス研究財団理事長（〜2004年3月）。

## 略歴
- 1955年4月：大蔵省入省（大臣官房秘書課）。
- 1957年：東海財務局理財部理財課。
- 1962年5月：在英国大使館三等書記官。
- 1965年：在英国大使館二等書記官。
- 1965年：経済企画庁国民生活局物価政策課長補佐。
- 1968年7月：主計局主査（農林係）。
- 1972年7月：石川県経済部長。
- 1972年12月：石川県総務部長。
- 1974年7月16日：主計局主計官（法規課）。
- 1975年7月17日：主計局主計官（防衛担当）。
- 1976年7月22日：主計局主計官（農林担当）。
- 1978年8月1日：関税局企画課長。
- 1979年7月10日：関税局総務課長 兼 関税局企画課長。
- 1979年8月7日：関税局総務課長。
- 1980年6月17日：関東信越国税局長。
- 1981年5月20日：行政管理庁長官官房審議官（行政管理局担当）。
- 1982年4月6日：行政管理庁長官官房審議官（長官官房担当）。
- 1983年12月2日：行政管理庁長官官房総務審議官。
- 1984年7月1日：総務庁行政管理局長。
- 1986年7月11日：総務庁長官官房長。
- 1988年5月2日：総務事務次官。
- 1989年7月3日：退官。